# رايدرز ريببلك
رايدرز ريببلك (بالإنجليزية: Riders Republic)‏ هي لعبة فيديو رياضية طورتها يوبي سوفت آنسي ونشرتها يوبي سوفت، صدرت في 28 أكتوبر 2021 وتعمل على أجهزة ويندوز، بلاي ستيشن 4، بلاي ستيشن 5، أمازون لونا، إكس بوكس ون، إكس بوكس سيريس إكس وسيريس أس وجوجل ستاديا.
اللعبة تجمع بين عددٍ من الرياضات الخطرة والمتطرفة في عالم مفتوح مليءٍ بالأنشطة والفعاليات، وفكرتها هي تفاعل اللاعبين والتواصل مع بعضهم البعض ليتنافسوا وينفذوا الحركات عبر مجموعة من الرياضات التي تقدمها اللعبة مثل ركوب الدراجات والتزلج على الثلج والبدلة المجنحة والبدلة المجنحة الصاروخي.